# Richard R. Arnold
Pour les articles homonymes, voir Richard A. Arnold, Richard Arnold et Arnold.
Richard « Rick » R. Arnold est un astronaute américain né le 26 novembre 1963.

## Biographie
Diplômé en Sciences de l'université d.État de Frostburg en 1985, il obtient un Master de science marine, des estuaires et de l’environnement à l'université du Maryland en 1992. Lors de sa sélection comme astronaute en 2004, Richard Arnold est professeur de mathématiques et de science à l'école américaine internationale de science de Bucarest, en Roumanie. Richard Arnold pratique les activités suivantes : course à pied, pêche, ornithologie, vélo tout terrain, paléontologie, lecture, kayak, guitare.

## Vols réalisés
- STS-119 lancée le 15 mars 2009 : pour amener la poutre S6 de la Station spatiale internationale avec ses panneaux solaires. Arnold est spécialiste de mission. Il réalise deux sorties extravéhiculaires (EVA) avec Steven Swanson et Joseph Acaba.
- Soyouz MS-08 lancé le 21 mars 2018 (expéditions 55 et 56 de l'ISS)[2]. L'américain est ingénieur de vol. Il réalise deux sorties extravéhiculaires le 29 mars et le 16 mai en compagnie de Andrew Feustel, portant son total en sortie spatiale à 25 heures. Il revient sur Terre le 4 octobre 2018.

## Galerie

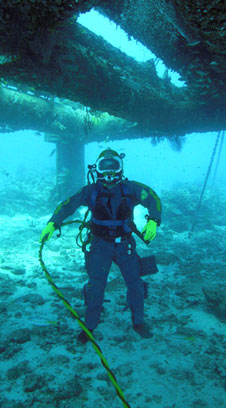
Lors de la mission NEEMO 13, Arnold sort sous l'eau plusieurs fois.
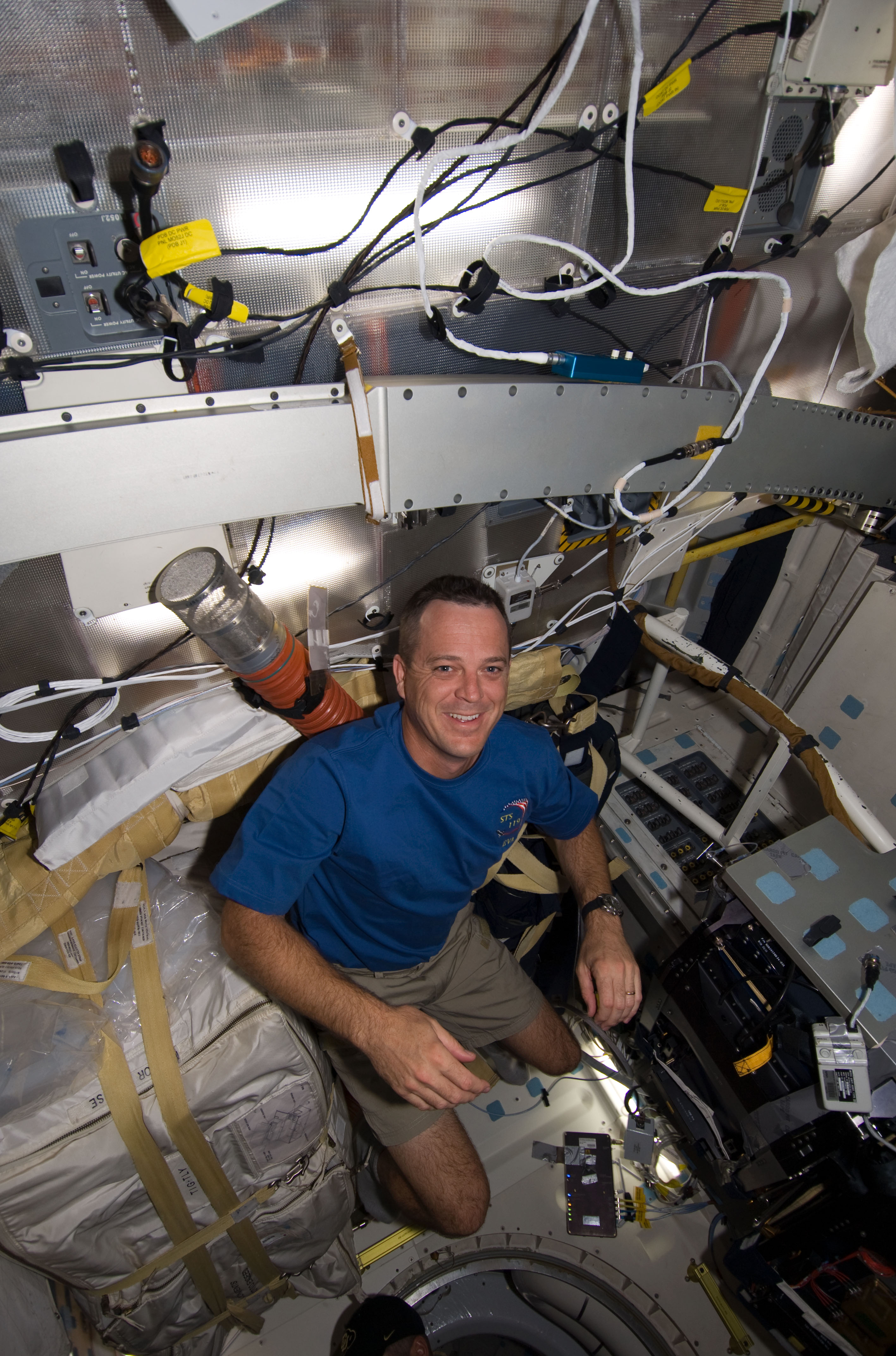
Lors de STS-119
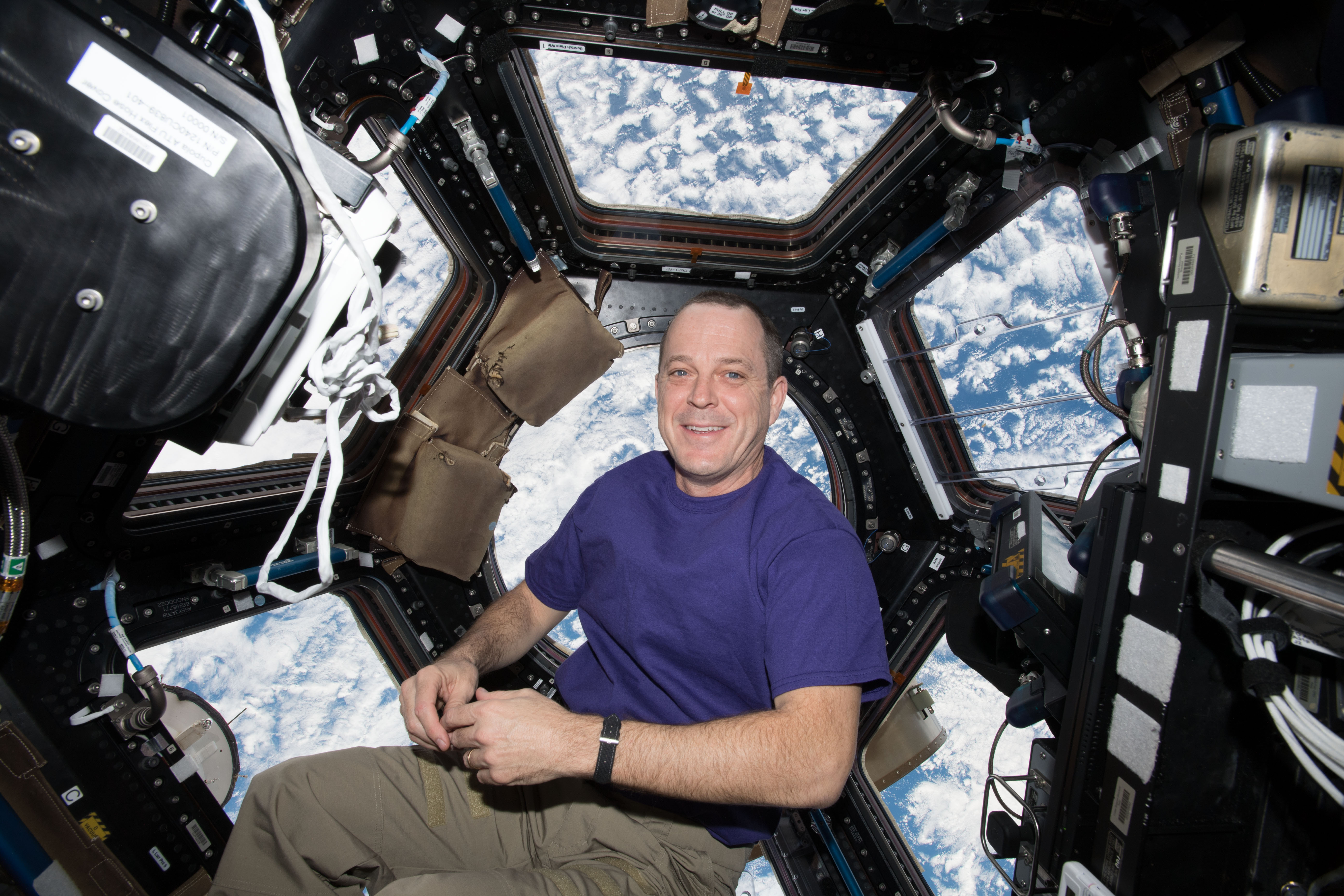
Dans la Cupola de l'ISS lors de sa deuxième mission spatiale.
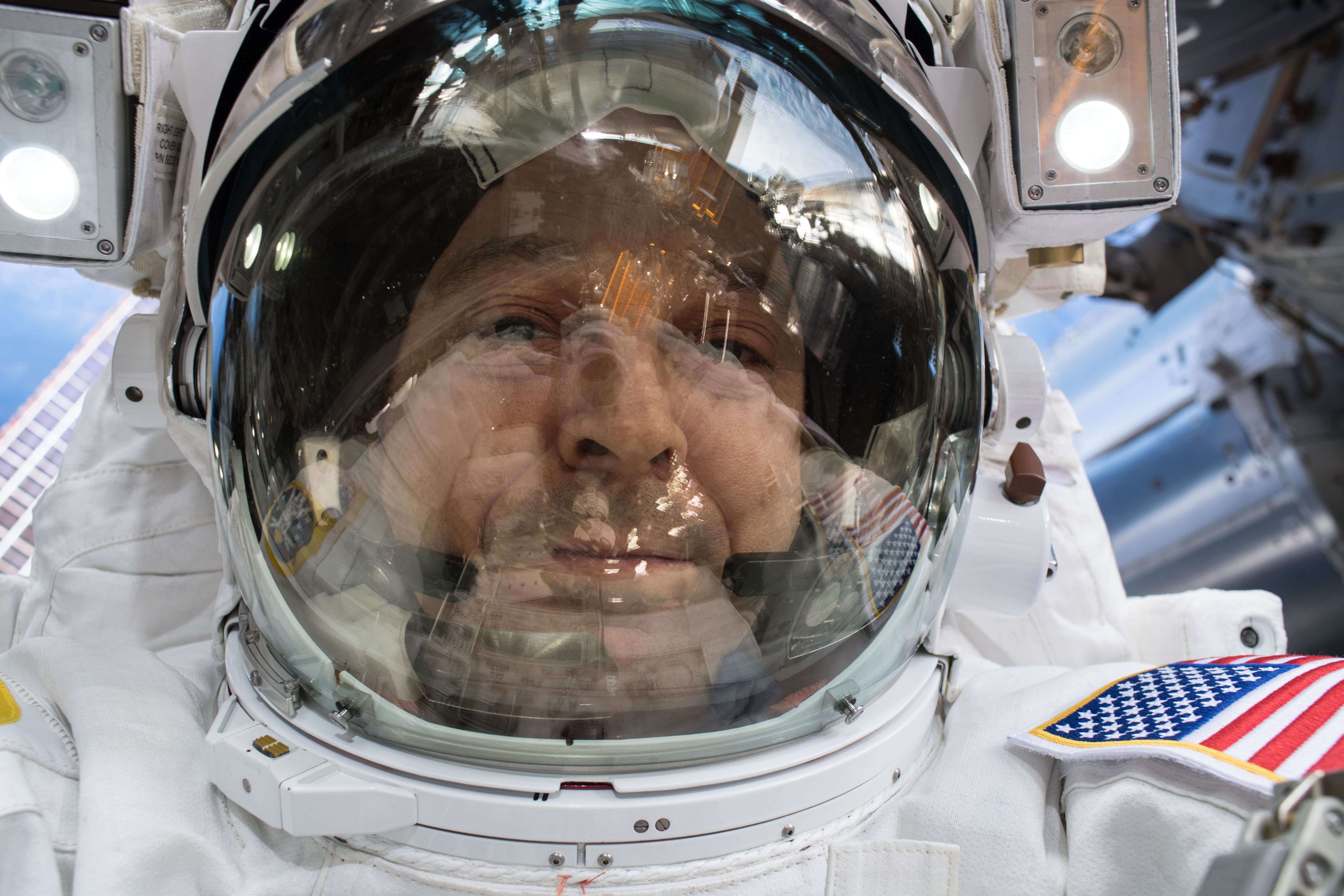
Lors de la deuxième EVA de sa seconde mission, l'astronaute a pris un selfie[3].